# Santuário de Nossa Senhora da Boa Nova
A Capela da Boa Nova, também conhecido por Santuário de Nossa Senhora da Boa Nova, fica situado na freguesia de Terena (São Pedro), município de Alandroal, distrito e arquidiocese de Évora.
A Capela da Boa Nova está classificada desde 1910 como Monumento Nacional.

## História
Trata-se de um santuário mariano bastante antigo, julgando-se que possa resultar da cristianização de cultos pagãos, visto que nas imediações da vila de Terena subsistem as ruínas do templo do deus Endovélico. As referências históricas a este santuário remontam ao século XIII, uma vez que nas Cantigas de Santa Maria, do Rei Afonso X de Castela, existem algumas composições dedicadas a Santa Maria de Terena:

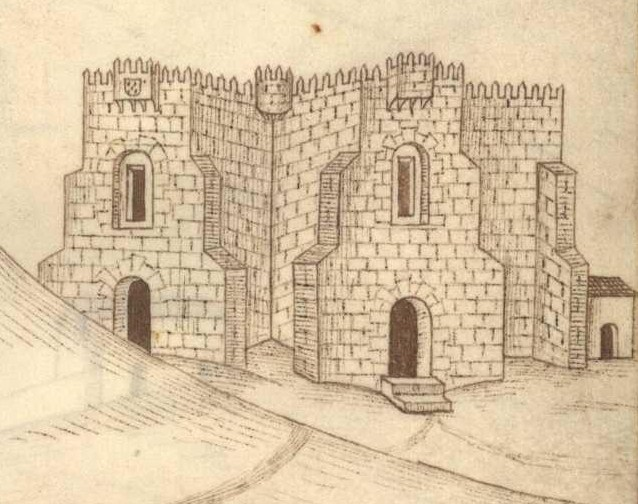
O santuário representado no Livro das Fortalezas, Duarte de Armas, 1509-1510

O templo é obra do século XIV, possuíndo a característica de ser um raro exemplar português de igreja-fortaleza que chegou praticamente intacto aos nossos dias. A origem da invocação Senhora da Boa Nova parece estar ligada à lenda da Fermosíssima Maria (Dona Maria,Rainha de Castela), a filha do Rei D. Afonso IV de Portugal que se deslocou à corte portuguesa para solicitar a seu pai que auxiliasse o marido na Batalha do Salado. Reza a lenda que a Rainha se encontrava neste local, nas imediações de Terena, quando recebeu a boa notícia, daí tendo nascido a invocação Boa Nova. O culto mantém-se bastante vivo, sendo este santuário palco de uma grande romaria que se celebra no primeiro fim-de-semana posterior à Páscoa. A importância desta romaria na região é de tal importância que a Segunda-Feira de Pascoela (dia principal da festa) é o feriado municipal do concelho do Alandroal. O Santuário de Nossa Senhora da Boa Nova foi classificado Monumento Nacional em 1910.

## Exterior do templo
O Santuário é uma jóia da arquitectura religiosa do século XIV, igreja-fortaleza de planta cruciforme, rara em Portugal [segundo a definição de Mário Chicó, ver o Mosteiro de Flor da Rosa e a Igreja de Vera Cruz de Marmelar], construído em forte cantaria granítica, coroado e ameias muçulmanas. Nas fachadas norte, sul e poente, abrem-se pórticos de arcos ogivais, góticos e estreitas frestas medievais, encimados por balcões defensivos, com matacães (por onde se jorravam líquidos a ferver, em caso de ataque), decorados com pedras de armas reais portuguesas. O conjunto da fachada principal é ainda enobrecido por singelo campanário, acrescentado no século XVIII. O templo era originalmente do padroado da Ordem de Avis, teve depois como donatários os Condes de Vila Nova (de Portimão).

## Interior

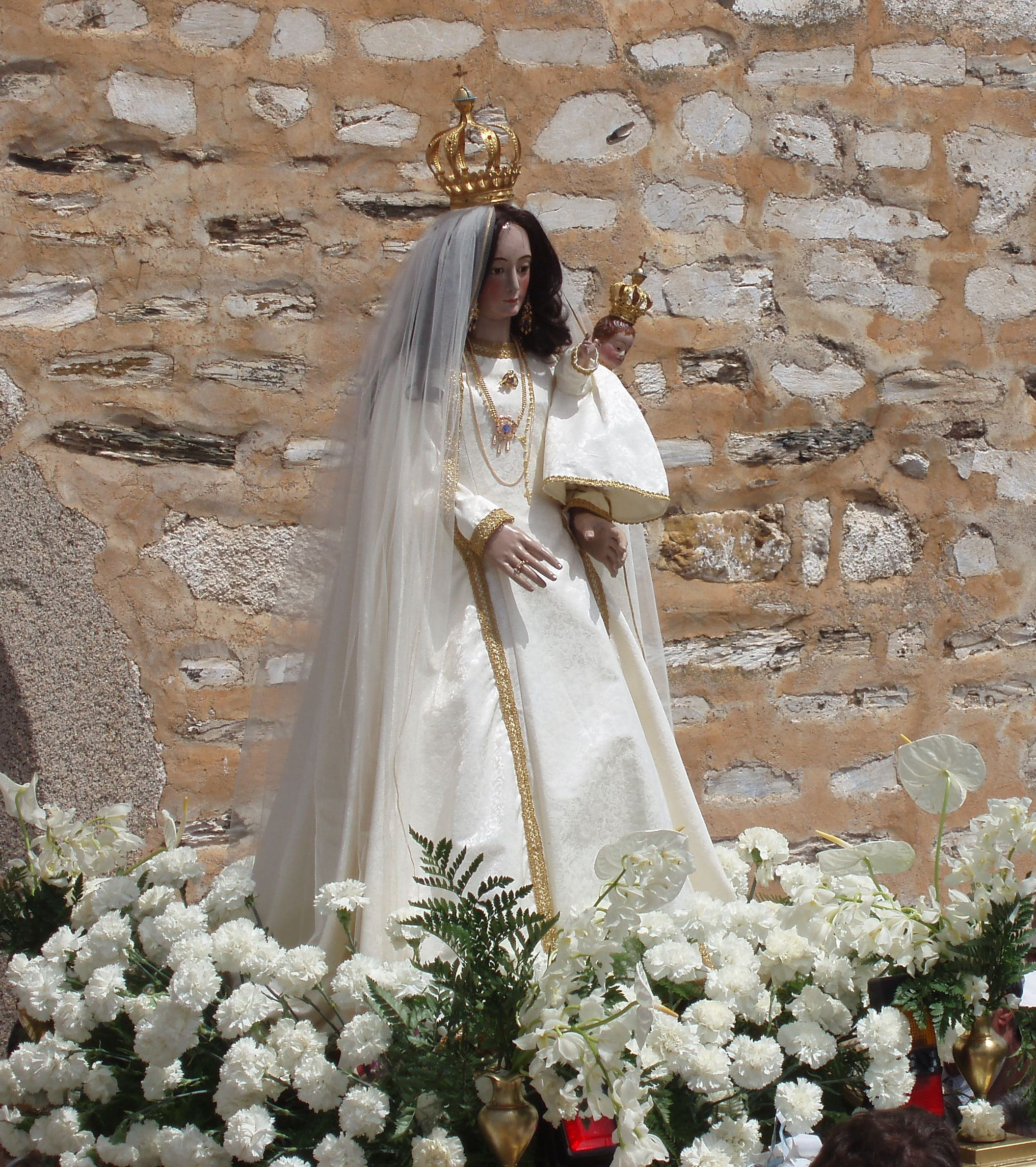
A imagem da Senhora da Boa Nova, durante a procissão da romaria

Contrastando com o aspecto pesado exterior, o interior surpreende-nos pela singeleza das linhas góticas e pelo aspecto amplo da nave, de planta de cruz grega, coberta por abóbadas de arcos quebrados. Os alçados da nave foram decorados no século XIX por rodapé escaiolado e e pinturas murais realizadas pelo pintor Silva Rato, de Borba, representando santos da devoção popular alentejana. O púlpito, de alvenaria, é da mesma época e levanta-se volumoso no transepto da igreja. Os altares colaterais, de São Brás e Santa Catarina, são de talha dourada do século XVIII.
Mais interessante é a decoração do presbitério, cuja abóbada está coberta de pinturas fresquistas representando os reis da primeira dinastia até D.Afonso IV e diversas cenas do Apocalipse de São João, obra mandada fazer pelos Condes de Vila Nova, Comendadores da Ordem de Avis. O retábulo, maneirista, do século XVI, conserva entalhados belíssimas tábuas de estilo maneirista flamenguizante representando a Anunciação e Assunção da Virgem, o Presépio, o Pentecostes e a Ressurreição de Cristo. Ao centro, em maquineta dourada expõe-se a veneranda imagem de Nossa Senhora da Boa Nova, de roca, e com o Menino Jesus ao colo. Nesta capela se conservou acesa durante séculos a lâmpada votiva dos Duques de Bragança. Subsistem ainda no espaço algumas campas antigas e aras votivas do Deus Endonvélico, provenientes do templo de São Miguel da Mota, também na freguesia de Terena.